# Landtagswahlkreis Mittelholstein
Der Landtagswahlkreis Mittelholstein (bis 1988 Steinburg-Süd; 1992 bis 2017 Steinburg-West; seit 2017: Wahlkreis 19, 2012: Wahlkreis 20, zuvor: Wahlkreis 23) ist ein Landtagswahlkreis in Schleswig-Holstein. Er umfasst vom Kreis Steinburg die Städte Glückstadt und Wilster sowie die Ämter Horst-Herzhorn, Itzehoe-Land, Schenefeld und Wilstermarsch sowie vom Kreis Rendsburg-Eckernförde Teile des Amtes Mittelholstein. Der Wahlkreis gilt als Hochburg der CDU. Lediglich im ersten Nachkriegsjahrzehnt und von 1987 bis 2000 verpassten die Christdemokraten das Direktmandat.

## Veränderungen
Bis 2012 umfasste der Wahlkreis vom Kreis Steinburg die Städte Glückstadt und Wilster, die Ämter Horst-Herzhorn, Krempermarsch, Schenefeld und Wilstermarsch sowie vom Amt Itzehoe-Land die Gemeinden Bekdorf, Bekmünde, Drage, Heiligenstedten, Heiligenstedtenerkamp, Hodorf, Hohenaspe, Huje, Kaaks, Kleve, Krummendiek, Mehlbek, Moorhusen, Oldendorf, Ottenbüttel und Peissen.
Zur Landtagswahl 2017 wechselte das Amt Krempermarsch in den Wahlkreis Steinburg-Ost, während die bisher zu diesem gehörenden Teile des Amtes Itzehoe-Land den umgekehrten Weg gingen, so dass dieses Amt nunmehr komplett zum Wahlkreis Mittelholstein gehört. Zudem kamen die Teile des neuen Amtes Mittelholstein, die bisher zum Landtagswahlkreis Rendsburg gehörten zum Wahlkreis.

## Landtagswahl 2022
| Gegenstand der Nachweisung | Gegenstand der Nachweisung | Erst- stimmen | Erst- stimmen | Zweit- stimmen | Zweit- stimmen |
| Bewerber                   | Partei                     | Anzahl        | %             | Anzahl         | %              |
| -------------------------- | -------------------------- | ------------- | ------------- | -------------- | -------------- |
| Wahlberechtigte            | Wahlberechtigte            | 63.085        | 63.085        | 63.085         | 63.085         |
| Wähler                     | Wähler                     | 40.600        | 40.600        | 40.600         | 40.600         |
| Ungültige Stimmen          | Ungültige Stimmen          | 567           | 1,4           | 302            | 0,7            |
| Gültige Stimmen            | Gültige Stimmen            | 40.033        | 98,6          | 40.298         | 99,3           |
| davon                      |                            |               |               |                |                |
| Otto Carstens              | CDU                        | 20.506        | 51,2          | 20.271         | 50,3           |
| Gerlinde Böttcher-Naudiet  | SPD                        | 6.989         | 17,5          | 5.807          | 14,4           |
| Malte-Jannik Krüger        | GRÜNE                      | 6.135         | 15,3          | 5.484          | 13,6           |
| Stefan Goronczy            | FDP                        | 2.405         | 6,0           | 2.763          | 6,9            |
| Christina Brieskorn        | AfD                        | 1.806         | 4,5           | 1.895          | 4,7            |
| Hanno Knierim              | DIE LINKE                  | 719           | 1,8           | 516            | 1,3            |
| –                          | SSW                        | –             | –             | 1.833          | 4,5            |
| –                          | PIRATEN                    | –             | –             | 154            | 0,4            |
| Florian Wegner             | FREIE WÄHLER               | 717           | 1,8           | 321            | 0,8            |
| –                          | Die PARTEI                 | –             | –             | 263            | 0,7            |
| –                          | Z.                         | –             | –             | 72             | 0,2            |
| Jan Kramer                 | dieBasis                   | 563           | 1,4           | 414            | 1,0            |
| –                          | Die Humanisten             | –             | –             | 42             | 0,1            |
| –                          | Gesundheitsforschung       | –             | –             | 47             | 0,1            |
| –                          | Tierschutzpartei           | –             | –             | 307            | 0,8            |
| Marco Schulz               | Volt                       | 193           | 0,5           | 109            | 0,3            |

Der Wahlkreis wurde durch den erstmals direkt gewählten Wahlkreisabgeordneten Otto Carstens (CDU) im Landtag vertreten, der seinem seit 2000 amtierenden Parteifreund Hans-Jörn Arp nachfolgte. Er legte sein Mandat jedoch nach der Ernennung zum Staatssekretär im Ministerium für Justiz und Gesundheit am 29. Juni 2022 nieder. Malte-Jannik Krüger (Grüne) wurde über die Landesliste seiner Partei in das Parlament gewählt.

## Landtagswahl 2017
| Wahlberechtigte        | 63199  |        |
| Wähler                 | 42586  | 67,4 % |
| Nichtwähler            | 20613  | 37,4 % |
| gültige Erststimmen    | 41540  | 97,5 % |
| ungültige Erststimmen  | 1046   | 2,5 %  |
| gültige Zweitstimmen   | 42.146 | 99,0 % |
| ungültige Zweitstimmen | 440    | 1,0 %  |

| Direktkandidat      | Partei     | Erststimmen | in % | Zweitstimmen | in % |
| ------------------- | ---------- | ----------- | ---- | ------------ | ---- |
| Hans-Jörn Arp       | CDU        | 19044       | 45,8 | 15731        | 37,3 |
| Stefan Bolln        | SPD        | 12595       | 30,3 | 10581        | 25,1 |
| Bernd Voß           | GRÜNE      | 4325        | 10,4 | 4900         | 11,6 |
| Stefan Goronczy     | FDP        | 3506        | 8,4  | 4949         | 11,7 |
| –                   | PIRATEN    | –           | –    | 680          | 1,6  |
| –                   | SSW        | –           | –    | 1209         | 2,9  |
| Sebastian Borkowsky | LINKE      | 1569        | 3,8  | 670          | 2,0  |
| –                   | FAMILIE    | –           | –    | 269          | 0,6  |
| –                   | FW-SH      | –           | –    | 246          | 0,6  |
| –                   | AfD        | –           | –    | 2270         | 5,4  |
| Ulrike Trebesius    | LKR        | 501         | 1,2  | 84           | 0,2  |
| –                   | Die Partei | –           | –    | 236          | 0,6  |
| –                   | Z.SH       | –           | –    | 135          | 0,3  |

Der Wahlkreis wurde im Landtag vom direkt gewählten Wahlkreisabgeordneten Hans-Jörn Arp vertreten. Zudem ist der grüne Direktkandidat Bernd Voß erneut über die Landesliste seiner Partei gewählt worden. Hingegen schied der erst 2016 in den Landtag nachgerückte SPD-Abgeordnete Stefan Bolln aus dem Parlament aus, da sein Listenplatz 19 nicht für den Wiedereinzug ausreichte. Er rückte jedoch am 1. November 2021 für die ausgeschiedene Abgeordnete Kathrin Wagner-Bockey wieder in den Landtag nach.

## Landtagswahl 2012
| Wahlberechtigte        | 54025 |        |
| Wähler                 | 33823 | 62,6 % |
| Nichtwähler            | 20202 | 37,4 % |
| gültige Erststimmen    | 33087 | 97,8 % |
| ungültige Erststimmen  | 736   | 2,2 %  |
| gültige Zweitstimmen   | 33304 | 98,5 % |
| ungültige Zweitstimmen | 519   | 1,5 %  |

| Direktkandidat  | Partei  | Erststimmen | in % | Zweitstimmen | in % |
| --------------- | ------- | ----------- | ---- | ------------ | ---- |
| Hans-Jörn Arp   | CDU     | 14022       | 42,4 | 11832        | 35,5 |
| Stefan Bolln    | SPD     | 10737       | 32,5 | 9490         | 28,5 |
| Stefan Goronczy | FDP     | 1336        | 4,0  | 2835         | 8,5  |
| Bernd Voß       | GRÜNE   | 3727        | 11,3 | 3968         | 11,9 |
| Bernd Kunert    | LINKE   | 774         | 2,3  | 670          | 2,0  |
| -               | SSW     | -           | -    | 800          | 2,4  |
| Heinz Kock      | PIRATEN | 2491        | 7,5  | 2809         | 8,4  |
| –               | FW-SH   | -           | -    | 185          | 0,6  |
| -               | NPD     | -           | -    | 278          | 0,8  |
| -               | FAMILIE | -           | -    | 405          | 1,2  |
| -               | MUD     | -           | -    | 32           | 0,1  |

Neben dem erneut direkt gewählten Wahlkreisabgeordneten Hans-Jörn Arp ist der grüne Direktkandidat Bernd Voß erneut über die Landesliste seiner Partei in den Landtag gewählt worden. Der SPD-Kandidat Stefan Bolln verpasste zunächst den Einzug in den Landtag, rückte aber am 7. November 2016 für die ausgeschiedene Abgeordnete Simone Lange, die zur Oberbürgermeisterin von Flensburg gewählt worden war, in das Parlament nach.

## Landtagswahl 2009
| Wahlberechtigte        | 54019 |        |
| Wähler                 | 40698 | 75,3 % |
| Nichtwähler            | 13321 | 24,6 % |
| gültige Erststimmen    | 39441 | 96,9 % |
| ungültige Erststimmen  | 1257  | 3,1 %  |
| gültige Zweitstimmen   | 39823 | 97,9 % |
| ungültige Zweitstimmen | 875   | 2,1 %  |

| Direktkandidat  | Partei  | Erststimmen | in % | Zweitstimmen | in % |
| --------------- | ------- | ----------- | ---- | ------------ | ---- |
| Hans-Jörn Arp   | CDU     | 16428       | 41,7 | 14103        | 35,4 |
| Stefan Bolln    | SPD     | 10834       | 27,5 | 9797         | 24,6 |
| Stefan Goronczy | FDP     | 4241        | 10,8 | 6181         | 15,5 |
| Bernd Voß       | GRÜNE   | 4392        | 11,1 | 4479         | 11,2 |
| -               | SSW     | -           | -    | 788          | 2,0  |
| Ranka Prante    | LINKE   | 2005        | 5,1  | 2253         | 5,7  |
| Dennis Schulz   | PIRATEN | 567         | 1,4  | 646          | 1,6  |
| -               | NPD     | -           | -    | 379          | 1,0  |
| Bettina Eggers  | FW-SH   | 529         | 1,3  | 315          | 0,8  |
| Klaus Willmann  | RENTNER | 445         | 1,1  | 477          | 1,2  |
| -               | FAMILIE | -           | -    | 348          | 0,9  |
| -               | RRP     | -           | -    | 30           | 0,1  |
| -               | IPD     | -           | -    | 27           | 0,1  |

Der Wahlkreis wurde im Landtag vom direkt gewählten Wahlkreisabgeordneten Hans-Jörn Arp, der dem Parlament seit 2000 angehörte, vertreten. Zudem sind die Direktkandidaten der Grünen, Bernd Voß, und der Linken, Ranka Prante, erstmals über die Landesliste ihrer jeweiligen Partei gewählt worden.

## Landtagswahl 2005
Die Landtagswahl 2005 ergab folgendes Ergebnisse:
| Gegenstand der Nachweisung | Gegenstand der Nachweisung | Erst- stimmen | Erst- stimmen | Zweit- stimmen | Zweit- stimmen |
| Bewerber                   | Partei                     | Anzahl        | %             | Anzahl         | %              |
| -------------------------- | -------------------------- | ------------- | ------------- | -------------- | -------------- |
| Wahlberechtigte            | Wahlberechtigte            | 53.666        | 53.666        | 53.666         | 53.666         |
| Wähler                     | Wähler                     | 37.801        | 37.801        | 37.801         | 37.801         |
| Ungültige Stimmen          | Ungültige Stimmen          | 1.196         | 3,2           | 594            | 1,6            |
| Gültige Stimmen            | Gültige Stimmen            | 36.605        | 96,8          | 37.207         | 98,4           |
| davon                      |                            |               |               |                |                |
| Helmut Jacobs              | SPD                        | 14.254        | 38,9          | 13.964         | 37,5           |
| Hans-Jörn Arp              | CDU                        | 17.501        | 47,8          | 16.302         | 43,8           |
| ?                          | FDP                        | 2.430         | 6,6           | 2.381          | 6,4            |
| ?                          | GRÜNE                      | 2.420         | 6,6           | 2.042          | 5,5            |
| –                          | SSW                        | –             | –             | 619            | 1,7            |
| –                          | NPD                        | –             | –             | 798            | 2,1            |
| –                          | FAMILIE                    | –             | –             | 502            | 1,3            |
| –                          | Übrige                     | –             | –             | 599            | 1,6            |

Neben dem erstmals direkt gewählten Wahlkreisabgeordneten Hans-Jörn Arp, der 2000 bereits über die Landesliste gewählt worden war und den Wahlkreis nun erstmals seit 1983 für die CDU gewinnen konnte, schaffte kein weiterer Kandidat den Einzug in den Kieler Landtag. Der bisherige Wahlkreisabgeordnete Helmut Jacobs (SPD), der dem Parlament seit 1996 angehört hatte, schied aus dem Landtag aus, da sein Landeslistenplatz aufgrund der Verluste seiner Partei nicht zum Wiedereinzug ausreichte.

## Bisherige Abgeordnete
Direkt gewählte Abgeordnete des Wahlkreises Mittelholstein (ab 2022), des Wahlkreises Steinburg-West (1992 bis 2017) und des Wahlkreises Steinburg-Süd (bis 1962 und 1971 bis 1988) waren:
| Jahr | Direktkandidat               | Partei | Erststimmen in % |
| ---- | ---------------------------- | ------ | ---------------- |
| 2022 | Otto Carstens                | CDU    | 51,2             |
| 2017 | Hans-Jörn Arp                | CDU    | 45,8             |
| 2012 | Hans-Jörn Arp                | CDU    | 42,4             |
| 2009 | Hans-Jörn Arp                | CDU    | 41,7             |
| 2005 | Hans-Jörn Arp                | CDU    | 47,8             |
| 2000 | Helmut Jacobs                | SPD    | 48,0             |
| 1996 | Helmut Jacobs                | SPD    | 41,5             |
| 1992 | Uwe John                     | SPD    | 45,4             |
| 1988 | Uwe John                     | SPD    | 56,3             |
| 1987 | Uwe John                     | SPD    | 47,6             |
| 1983 | Hans Buhmann                 | CDU    |                  |
| 1979 | Hans Buhmann                 | CDU    | 46,2             |
| 1975 | Hans Buhmann                 | CDU    | 51,2             |
| 1971 | Ernst Engelbrecht-Greve      | CDU    | 53,8             |
| …    |                              |        |                  |
| 1962 | Claus-Joachim von Heydebreck | CDU    | 43,7             |
| 1958 | Claus-Joachim von Heydebreck | CDU    | 41,4             |
| 1954 | Heinrich Fischer             | SPD    | 39,6             |
| 1950 | Max Meinicke-Pusch           | FDP    | 36,2             |
| 1947 | Willi Steinhörster           | SPD    | 49,3             |